# Latex, Texas
Latex är ett amerikanskt kommunfritt landsbygdsområde i Harrison County vid delstatsgränsen mellan Texas och Louisiana.

## Historia
Nybyggare, såväl som afroamerikaner, började kultivera markerna runt omkring Latex-regionen efter amerikanska inbördeskriget. Minst en skola verkade i området, troligen runt tidigt 1900-tal. Ingen officiell befolkningsstatistik existerade förrän år 2000, då samhället rapporterade om 75 invånare.